# ريتشية شاطئية
ريتشية شاطئية (الاسم العلمي:Ritchiea littoralis) هي نوع من النباتات تتبع جنس الريتشية من الفصيلة القبارية.